# Gonzalo Arango Arias
Gonzalo Arango Arias né le 18 janvier 1931 à Andes,  mort le 25 septembre 1976 à Gachancipá, est un écrivain, poète, journaliste, prosateur et dramaturge colombien. En 1958, il fonde le Nadaïsme, un mouvement artistique et littéraire d'avant-garde, aux répercussions nationales et continentales, qui, influencé par l'existentialisme français, le surréalisme, le dadaïsme, la génération Beat et d'autres avant-gardes artistiques majeures, tente de rompre avec la littérature, la culture et la morale traditionnelle. De nombreux jeunes ont rejoint le groupe d'artistes et d'écrivains, inspirés à leur tour par l'écrivain antioquien Fernando González Ochoa.
Il retrouve également dans la musique nord-américaine et caribéenne des années 1960 un lexique renouvelé, un humour acéré, une ironie pénétrante et un cadre urbain pour situer l'œuvre littéraire et la critique de la société.
Sa vie est pleine de contrastes et de contradictions qui vont d'un athéisme ouvert et clair à une intimité spirituelle religieuse, en passant par un esprit critique de la société de son temps, exprimé à partir du Premier Manifeste nadaïste (1958) et des Proses à lire. 

## Œuvres
- Primer manifiesto nadaísta (1958).
- Los camisas rojas (1959).
- Primer manifiesto vallecaucano (1959).
- Mensaje bisiesto a los intelectuales colombianos (1960).
- Exposición radiantiva de la poesía nadaísta (1960).
- El manifiesto de los escribanos católicos (1961).
- El mensaje a los académicos de la lengua (1962).
- Las promesas de Prometeo (1963).
- Dignidad y desamparo del arte (1963).
- El sermón atómico (1964).
- Manifiesto nadaísta al Homo sapiens (1965).
- Manifiesto poético (1966).
- El terrible 13 manifiesto nadaísta (1967)
- El nadaísmo y las fuerzas desarmadas (1968).
- El nadaísmo informa (1968).
- El nadaísmo con Fidel (1971).
- Al sacerdote poeta Ernesto Cardenal ( 1978).